# Historický park Bärnau-Tachov

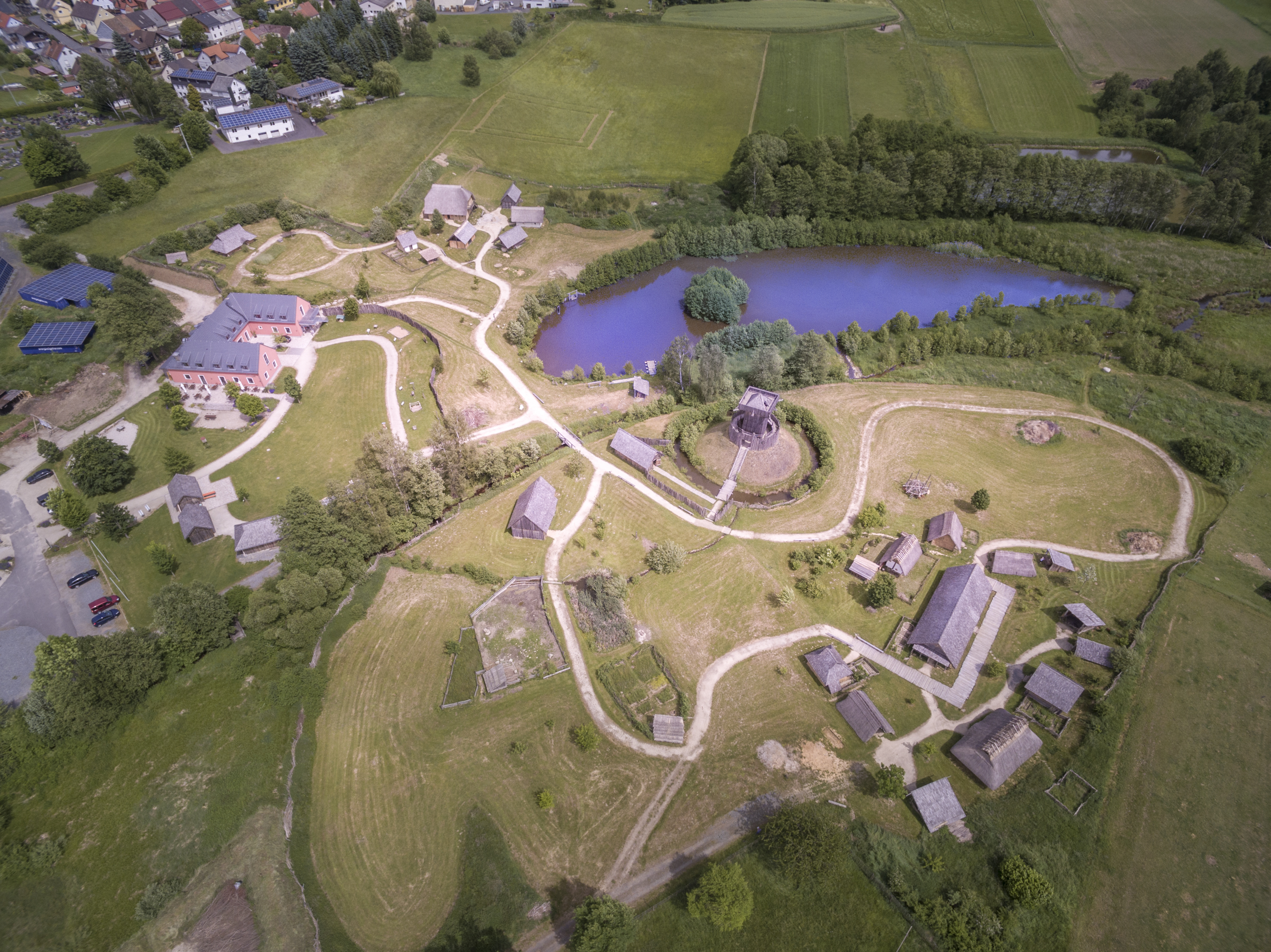
Historický park Bärnau-Tachov

Historický park Bärnau-Tachov (německy Geschichtspark Bärnau-Tachov) je největší středověký archeopark v Německu nedaleko západočeského Tachova, směrem na hraniční přechod Pavlův Studenec – Bärnau. Zřizovatelem Parku je obecně prospěšný spolek Via Carolina e.V.

## Popis
Archeopark prezentuje život lidí v době raného a vrcholného středověku. V archeoparku je raně středověká slovanská vesnice, hrádek typu motte z 11. století a osada z období vrcholného středověku. V areálu se nachází restaurace Brot und Zeit. V areálu se nachází také klasická muzejní expozice v hlavní budově střediska. Park byl založen v roce 2010 a neustále se rozrůstá.

## Fotogalerie

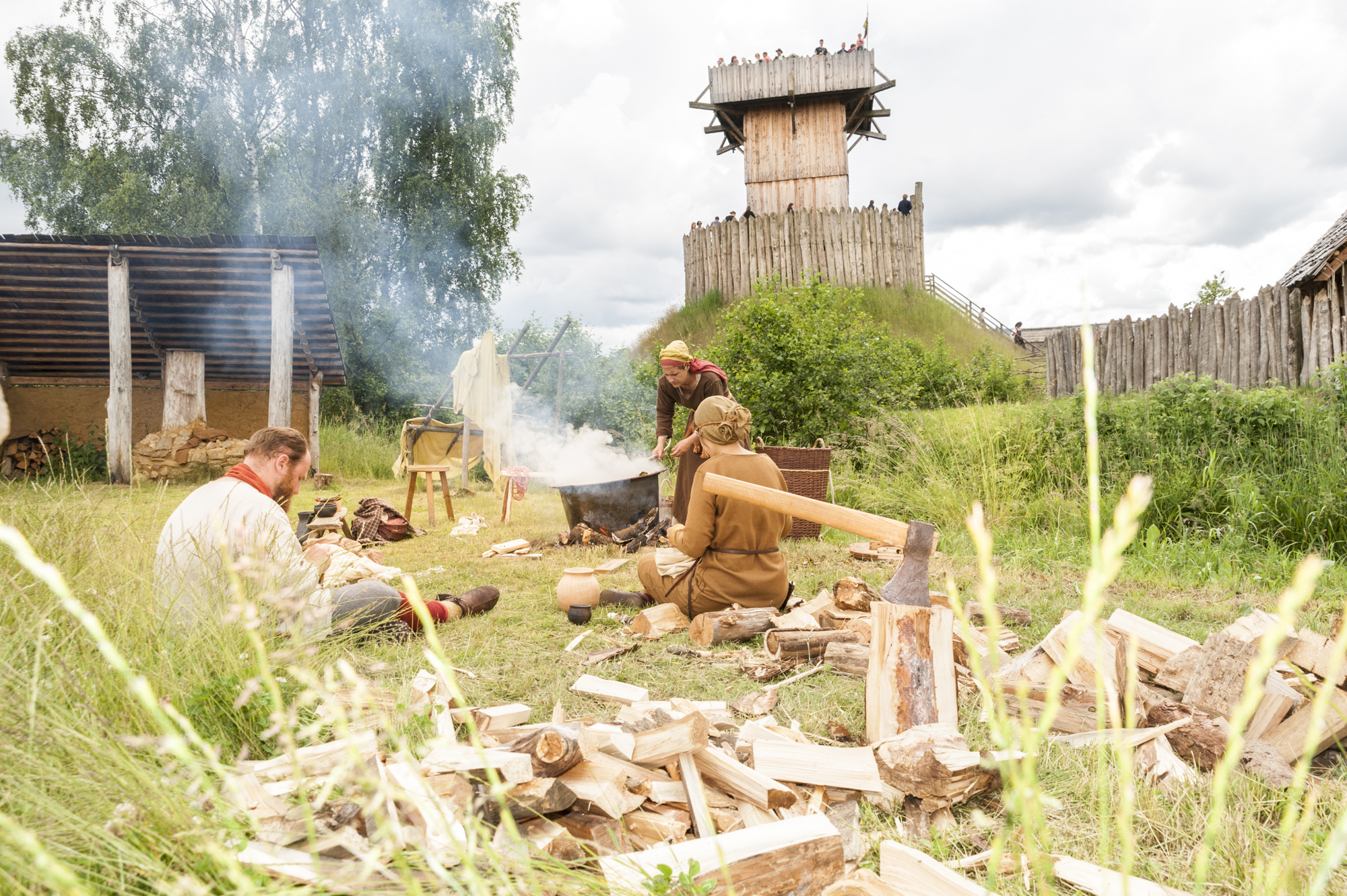
Při vybraných akcích Park ožívá a tzv. reenactoři ukazují, jak se žilo ve středověku.
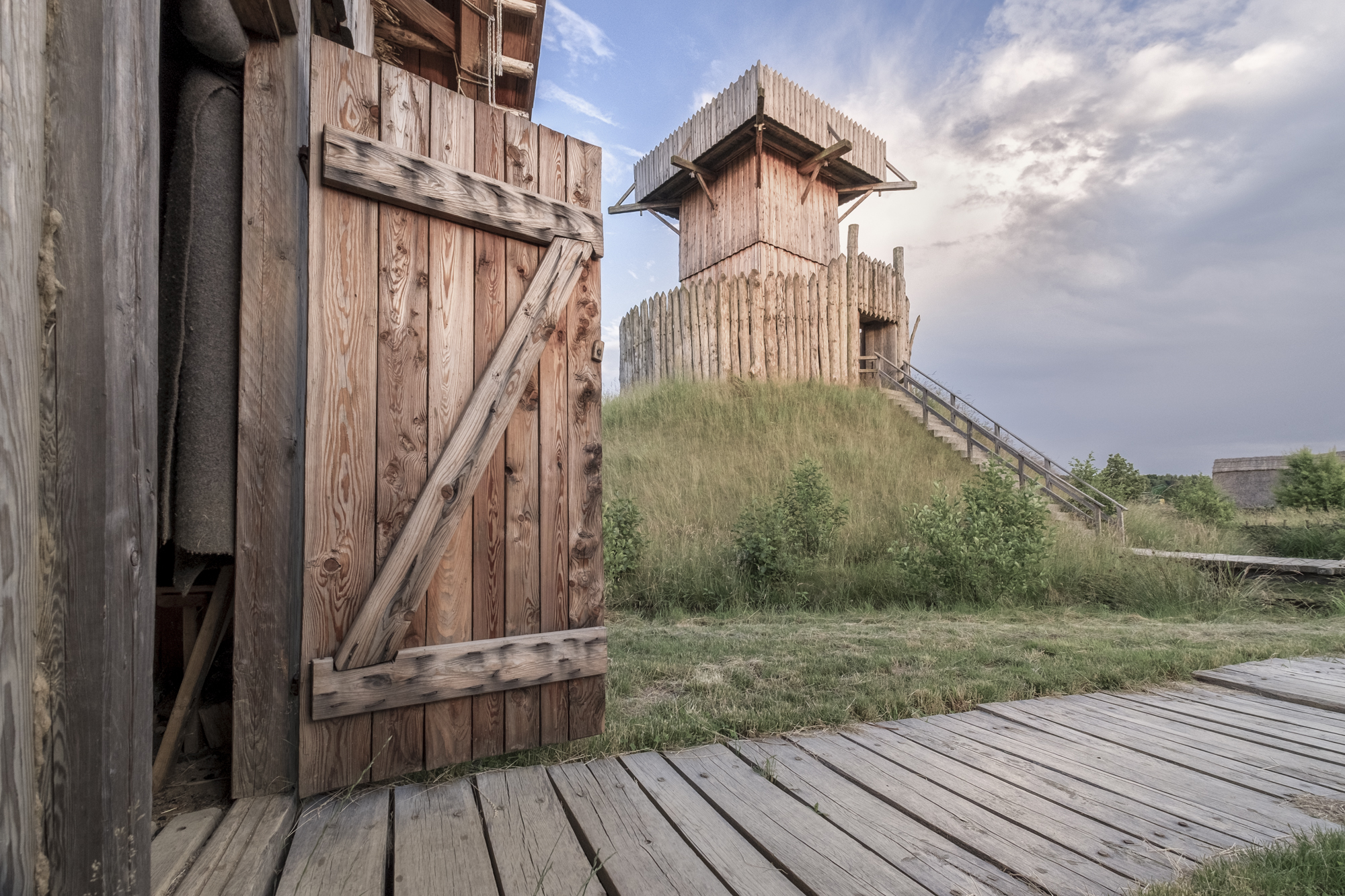
Historický park Bärnau-Tachov - motte, 11. století
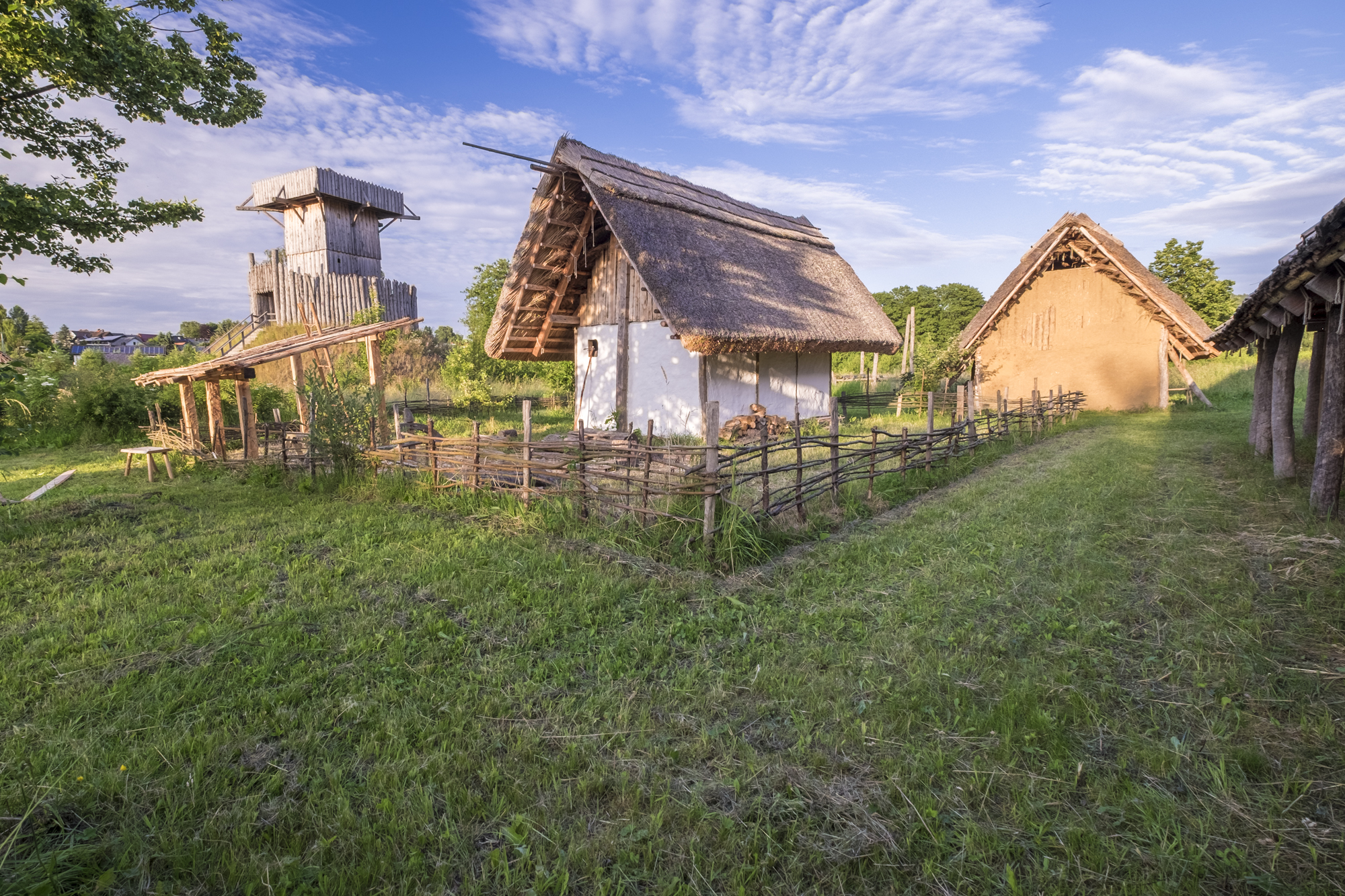
Historický park Bärnau-Tachov - archeologické rekonstrukce středověkých domů